# Gunung Teungkudirambong
Gunung Teungkudirambong är ett berg i Indonesien.   Det ligger i provinsen Aceh, i den västra delen av landet, 1 700 km nordväst om huvudstaden Jakarta. Toppen på Gunung Teungkudirambong är 375 meter över havet, eller 197 meter över den omgivande terrängen. Bredden vid basen är 2,7 km.
Terrängen runt Gunung Teungkudirambong är kuperad.Runt Gunung Teungkudirambong är det ganska glesbefolkat, med 47 invånare per kvadratkilometer. Närmaste större samhälle är Bireun, 19,6 km nordost om Gunung Teungkudirambong. I omgivningarna runt Gunung Teungkudirambong växer i huvudsak städsegrön lövskog.